# Allison Au
Allison Au (* um 1986 in Toronto) ist eine kanadische Jazzmusikerin (Alt- und Sopransaxophon, Komposition, Arrangement), die in ihrer Heimatstadt Toronto lebt.

## Leben und Wirken
Au wuchs in Toronto auf und wurde schon als kleines Kind an die Musik herangeführt. Ab dem Alter von sechs Jahren erhielt sie klassischen Klavierunterricht. In der 7. Klasse der Claude Watson School for the Arts begann sie mit dem Saxophonspiel. Dann studierte sie Musik am Humber College in Toronto bei Pat LaBarbera, Hilario Durán, John McLeod, Andy Ballantyne, Kelly Jefferson und Luis Mario Ochoa.
2009 gründete Au ihr Quartett mit Todd Pentney (Klavier), Jon Maharaj (Bass) und Fabio Ragnellli (Schlagzeug). Das Ensemble tourte mehrfach in Kanada und den USA, wurde von der Kritik gelobt und legte mehrere Alben vor. 2023 veröffentlichte sie mit einem größeren Ensemble das Album Migrations.
2022 schloss Au sich dem Ostara Project an, einem Frauen-Septett unter der Leitung von Jodi Proznick und Amanda Tosoff. Sie ist auch auf Alben von Reg Schwager, Mark Godfrey und Caity Gyorgy zu hören.

## Preise und Auszeichnungen
Au erhielt ihre erste Juno-Nominierung für ihr Debütalbum The Sky Was Pale Blue, dann auch weitere Alben von ihr wie Grey im Jahr 2013. Mit ihrem Quartett gewann sie 2016 den Juno für „Best Jazz Album of The Year: Group“ für ihr Album Forest Grove. 2019 erhielt sie für Wander Wonder eine weitere Juno-Nominierung in dieser Juno-Kategorie und 2024 für Migrations. Mit dem gleichnamigen Album des Ostara Project wurde sie 2023 für den Juno Award/Vocal Jazz Album of the Year nominiert. 2017 gewann sie zudem den TD Grand Prix de Jazz beim Festival International de Jazz de Montréal und den Sting Ray Rising Star Award beim Halifax Jazz Festival. 2018 wurde sie auf der SFJazz-Liste der „10 Rising Instrumentalists You Should Know“ aufgeführt.